# Lucille Has Messed My Mind Up
Lucille Has Messed My Mind Up — альбом 1969 года Джеффа Симмонса, спродюсированный Фрэнком Заппой, который написал две песни для альбома под псевдонимом «La Marr Bruister».
Заглавная композиция, на которой Заппа играет на соло-гитаре, была позже перезаписана в рамках альбома Заппы 1979 года Joe’s Garage. Другая композиция, «Wonderful Wino», была перезаписана и выпущена на альбоме Заппы 1976 года Zoot Allures.
В альбоме приняли участие музыканты Крейг Таруотер и Джон Келиор, которые ранее были членами сиэтлской группы The Daily Flash.
Lucille Has Messed My Mind Up был назван журналом Mojo  вторым лучшим альбомом лейбла Straight Records. В 2007 году он был переиздан на CD лейблом World In Sound Records.

## Композиции
| №  | Название                        | Автор(ы)         | Длительность |
| -- | ------------------------------- | ---------------- | ------------ |
| 1. | «Appian Way»                    | Джефф Симмонс    | 2:32         |
| 2. | «Zondo Zondo»                   | Симмонс          | 1:50         |
| 3. | «Madame Du Barry»               | Симмонс          | 2:42         |
| 4. | «I'm in the Music Business»     | Симмонс          | 4:02         |
| 5. | «Lucille Has Messed My Mind Up» | La Marr Bruister | 3:14         |

| №   | Название                       | Автор(ы)          | Длительность |
| --- | ------------------------------ | ----------------- | ------------ |
| 6.  | «Raye»                         | Симмонс, Bruister | 4:43         |
| 7.  | «Wonderful Wino»               | Bruister, Симмонс | 2:54         |
| 8.  | «Tigres»                       | Симмонс           | 3:13         |
| 9.  | «Aqueous Humore»               | Симмонс           | 3:25         |
| 10. | «Conversations with a Recluse» | Симмонс           | 3:50         |

## Участники записи
- Джефф Симмонс[англ.] — бас-гитара, вокал, фортепиано, орган, аккордеон, гитара
- Иэн Андервуд — саксофон
- Крейг Таруотер — гитара
- Фрэнк Заппа — гитара (5, 6)
- Рон Вудс — барабаны, бубен, маракасы
- Джон Келиор — ударные (5, 6)